# Печи (Потенца)
Печи (итал. Pecci) је насеље у Италији у округу Потенца, региону Базиликата.
Према процени из 2011. у насељу је живело 100 становника. Насеље се налази на надморској висини од 606 м.